# Armchair Theatre
Armchair Theatre är Jeff Lynnes solodebutalbum som släpptes 1990.

## Låtlista
| Nr           | Titel              | Längd |
| ------------ | ------------------ | ----- |
| 1.           | Every Little Thing | 3:41  |
| 2.           | Don't Let Go       | 3:00  |
| 3.           | Lift Me Up         | 3:36  |
| 4.           | Nobody Home        | 3:51  |
| 5.           | September Song     | 2:57  |
| 6.           | Now You're Gone    | 3:57  |
| 7.           | Don't Say Goodbye  | 3:09  |
| 8.           | What Would It Take | 2:40  |
| 9.           | Stormy Weather     | 3:42  |
| 10.          | Blown Away         | 3:29  |
| 11.          | Save Me Now        | 2:39  |
| Total längd: | Total längd:       | 36:41 |